# Albert Saisset
Albert Saisset, dit Oun Tal ou Un Tal, né à Perpignan (Pyrénées-Orientales) le 10 novembre 1842 et mort le 14 août 1894 dans cette même ville, est un poète français d'expression catalane.     

## Biographie
Après avoir étudié au Collège de Perpignan, Albert Saisset termine ses études à Montpellier. Entre 1861 et 1863 il suit les cours de l’École supérieure de commerce de Paris puis devient directeur en rachetant un établissement financier. Il écrit des poèmes en français dont une partie est publiée sous le titre Poésies roussillonnaises. Il gagne en 1884 le premier prix du concours de la Société agricole, scientifique et littéraire des Pyrénées-Orientales pour une pièce en vers français intitulée Perpignan. Il commence à écrire en catalan (qu'il parlait mais qu'il écrivait phonétiquement, au grand dam des catalanistes locaux) . En 1887, est publié Oun pougnat da catalanades, recueil anonyme de poésies catalanes. Le succès de ce recueil puis du suivant le pousse (sans se dévoiler) à utiliser dès lors le pseudonyme d'Oun Tal (ou Un Tal "Un tel") pour ses œuvres suivantes. On a de lui deux comédies, des fables, des chansons et des monologues regroupés en recueils ainsi qu'une Grammaire catalane où il préconise une orthographe phonétique du catalan. 
Un portrait en buste d'Albert Saisset sculpté par Han Coll dans le premier quart du XXe siècle trônait au square Terrus à Perpignan. Il est enterré au cimetière Saint-Martin de Perpignan.

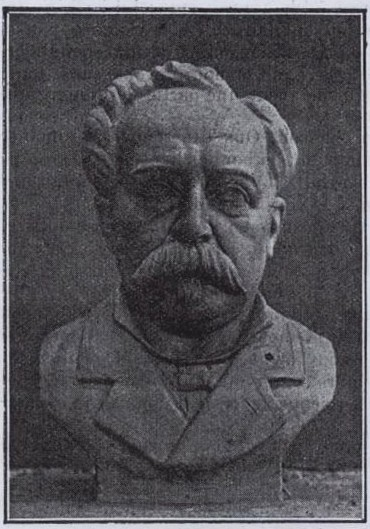
Buste d'Albert Saisset par Han Coll.

## Œuvres

### En catalan
(Entre parenthèses la graphie catalane moderne, établie par Pompeu Fabra au début du XXième siècle)
- (ca + fr) Oun pougnat da catalanades (Un punyat de catalanades), Perpignan, Imprimerie Ch. Latrobe, 1887 (lire en ligne).
- (ca) Cosas y altres (Coses i altres), 1888.
- (ca) Historis y coumedi (Històries i comèdia), Parpigna, Llibrairía d'an Ch. Latrobe, 1888 (lire en ligne).
- (ca) Bestis y gen (Bèsties i gent), 1888.
- (ca) L'Hourtoulana, paraulas y mousica (L'hortolana, paraules i música), 1888.
- (ca) Proubem da riure! (Provem de riure), 1889.
- (ca) Bingnas y donas, coumedi en dous actas (Vinyes i dones, comèdia en dos actes), Parpigna, Llibraría d'an Ch. Latrobe, 1889, 66 p. (lire en ligne).
- (ca) Fablas y fabliols (Fables i fabliols), 1890.
- (ca) Countas de l'altra moun y d'aquest (Contes de l'altre món i d'aquest), 1890.
- (ca) Jamecs (Gemecs), Parpigna, Imprimaría d'an Ch. Latrobe, 1890, 19 p. (lire en ligne).
- (ca) Oun poc da tout ((Un poc de tot), 1891.
- (ca) Passe-Temps (Passatemps), Parpigna, Imprimaría d'an Ch. Latrobe, 189., 20 p. (lire en ligne).
- (ca) Barrajadis (Barrejadís), 1892.
- (ca) Plors y rialles (Plors i rialles), 1893.
- (ca) Cansous (Cançons), 1893.
- (ca) Pims y pams (Pims i pams), 1893.

Publications posthumes :
- (ca) Pa la gen fis (Per la gent fins), Parpigna, Imprimarie d'an Ch. Latrobe, 1895 (lire en ligne).
- (ca) A tort y a trabès (A tort i a través), Parpigna, Imprimarie d'an Ch. Latrobe, 1897 (lire en ligne).
- (ca) Oun moun de coses (Un munt de coses), Parpigna, Imprimarie d'an Ch. Latrobe, 1898, 22 p. (lire en ligne).
- (ca) Bersous nous (Versos nous), Parpigna, Imprimarie d'an Ch. Latrobe, 1900 (lire en ligne).
- (ca) Lligiou (Lligiu), 1900.
- (ca) Perpinyanenques (Perpinyanenques), Barcelona, Tipografia "L'Avenç", Rambla de Catalunya, 24, 1910, 112 p. (lire en ligne).
- (ca) Cosas de Roussillou (Coses del Rosselló), 1910.
- (ca) El darrer punyat de catalanades, 1977.

### En français
- Poésies roussillonnaises, Perpignan, Imprimerie de Charles Latrobe, 18.., 28 p..
- Poésies, Paris, Imprimerie de Kugelman, 1894, 235 p..
- Grammaire catalane suivie d'un petit traité de versification catalane, Perpignan, Imprimerie de Charles Latrobe, 1894, 93 p. (lire en ligne).